# 장마 전후
《장마 전후》(일본어: つゆのあとさき)는 나가이 가후의 일본 소설이다. 간토 대지진 이후 변모한 1920년대 후반 도쿄의 모습을 담고 있다. 당시 도시 생활을 상징하는 카페와 여급의 생활을 통속적으로 그려 내며 외설적인 여급과 여색에 빠진 남자를 싸늘한 시선으로 바라본다. 나가이 가후의 뛰어난 관찰력과 고증을 엿볼 수 있다.

## 배경
나가이 가후는 도쿄에서 태어나고 자랐으며, 고증적인 눈을 번뜩이며 무엇이든 기록하곤 했다. ≪장마 전후≫에 에도 도쿄의 긴자나 서민가의 모습이 잘 드러나 있는 것은 그 때문이다. 그가 그려 낸 도쿄는 정감과 역사가 고스란히 녹아 있어, 가히 도쿄라는 도시를 그린 고전이라 불러도 손색이 없다. 그의 착실한 고증은 도시의 풍경 뒤에 도사리는 어두운 단면까지 포착한다.
당시는 간토 대지진과 금융 공황, 세계 공황이 겹쳐 사회적 불안, 사상적 혼란이 심화되고 찰나주의, 향락주의가 만연한 시기였다. 변모해 버린 도쿄에는 새로운 성 풍속인 카페가 급격하게 불어나고 매춘을 하는 여급이 대거 출현했다. 새로운 풍물에 민감했던 가후의 호기심을 끄는 데 충분한 소재였다. 가후는 카페 여급으로 일하며 매춘을 일삼지만 자유롭고 상냥한 주인공 기미에를 내세워, 당대 카페 여급의 음란한 행태를 꼬집는 동시에 진취적이지 못하고 남성에 의존적인 여성의 태도를 비판한다. 또한 여색에 빠진 카페의 남성 손님들을 뻔뻔하고 얄밉게 그려 내어, 여성을 금전으로 소유할 수 있다고 생각하고 그저 잠깐의 유희거리로 업신여기는 남성들을 향해 일침을 가한다.
1920년대 후반 도쿄의 비뚤어진 남녀들을 향한 나가이 가후의 싸늘한 시선은 과연 당대만을 향하고 있을까? 한 세기 가까이 지난 지금도 여전히 물질만능주의와 향락주의가 팽배하고 올바른 남녀관의 확립은 멀고도 험하다. ≪장마 전후≫는 아직도 버리지 못한 우리의 그릇된 가치관을 탈피하는 데 좋은 거울이 되어 줄 것이다.